# Michael Szwarc
Pour les articles homonymes, voir Szwarc.
Michael Szwarc (né le 9 juin 1909 à Będzin en Pologne, mort le 4 août 2000 aux États-Unis), est un chimiste polymériste américain. On lui doit notamment la découverte et l'étude de la polymérisation ionique vivante.

## Biographie
Michael Szwarc est né dans une famille juive polonaise à Będzin en Pologne. En 1932, il obtient un diplôme d'ingénieur-chimiste à l'École polytechnique de Varsovie. En 1935, il émigre en Palestine mandataire, où il rejoint sa sœur et son cousin. En 1942, il défend sa thèse de doctorat en chimie organique à l'université hébraïque de Jérusalem.
En 1945, il rejoint le groupe de recherche de Michael Polanyi à l'université de Manchester au Royaume-Uni. En 1947, il obtient un second doctorat cette fois en chimie physique. Deux ans plus tard, il devient D.Sc. pour son travail sur les mesures de l'énergie de distribution des liaisons chimiques et est promu senior lecturer de l'université de Manchester.
En 1952, il part pour les États-Unis où il devient professeur de chimie physique et de chimie des polymères à l'université d'État de New York dans le collège de sciences environnementales et de sylviculture à Syracuse. Il créa son propre groupe de recherche à SUNY. Le sujet principal de ses travaux de recherche concernait les techniques de polymérisation vivante, concept qu'il avait introduit dans la revue Nature en 1956. En 1964, il reçoit le titre de Distinguished Professor de SUNY. En 1967, il fonde un centre de recherche sur les polymères qu'il a dirigé jusqu'à sa retraite en 1979.
Il a également été consultant scientifique auprès de Union Carbide, Dow Corning, Dow Chemical et 3M. Après sa retraite, il déménagea au Loker Hydrocarbon Research Institute à l'université de Californie à Los Angeles où il continua ses travaux scientifiques en collaboration avec d'anciens étudiants de SUNY. Il essaya notamment de résoudre les problèmes pratiques associés aux techniques de polymérisation vivante dans l'industrie. Il écrivit également plusieurs livres consacrés à la synthèse des polymères.

## Récompenses et distinctions
- Membre de la Royal Society (1966)
- Membre étranger du comité Nobel de 1968 à 1972
- Witco Award in Polymer Chemistry, American Chemical Society (1969)
- Membre de l'académie des sciences de Pologne (1988)
- Award of the Division of Polymer Chemistry, American Chemical Society (1990)
- Prix de Kyōto (1991)
- Docteur honoris causa de l'Université catholique de Louvain (1974), de l'université d'Uppsala, de l'Institut Pasteur (1978), de l'université Jagellonne (2000).

## Sources
- (en) Cet article est partiellement ou en totalité issu de l’article de Wikipédia en anglais intitulé « Michael Szwarc » (voir la liste des auteurs).
- W.T. Winter, « Michael Szwarc, F.R.S (1909-2000) », sur ESF, State Université of New York, 2000 (consulté le 5 mars 2010)
- « Michael Szwarc », sur Inamori Foundation, 2005 (consulté le 5 mars 2010)